# You'll Be Sorry
"You'll Be Sorry" är en låt av Monster. Den finns utgiven på albumet Rockers Delight samt som singel (båda 1997).

## Låtlista
1. "You'll Be Sorry"
2. "I Was Not Going Alone"
3. "Honour Your Friends II"

### Fotnoter
1. ↑  ”Monster”. Discogs.com. http://www.discogs.com/artist/Monster+%283%29. Läst 6 april 2012.